# 新安庄天主教堂
新安庄天主教堂，原称米昔马庄天主教堂，位于山西省朔州市朔城区北旺庄街道新安庄村。米昔马庄的第一座天主教堂建于1879年至1881年间，毁于1900年的义和团运动。1913年，意大利籍神甫主持原地重建教堂。1926年，这座教堂成为天主教朔县教区主教座堂。1949年后，教堂长期为朔县师范占据。1994年，教堂回到教会手中。1998年4月，新安庄天主教堂被列入朔城区文物保护单位。新安庄天主教堂是一座哥特式建筑，钟楼毁于文化大革命。

## 历史
新安庄原称米昔马庄，位于朔县（今朔州市朔城区）县城南约十华里处。米昔马庄的第一座天主堂建于1879年至1881年间，时任神甫为中国籍的张老楞佐。1900年，义和团焚毁了教堂。1913年，意大利籍任神父（P. Antonius Cipparaus）主持原地重建米昔马庄天主教堂。1926年，天主教朔县教区成立，辖有朔县、宁武、偏关、左云等十五县，米昔马庄天主教堂成为朔县教区主教座堂。
1946年6月，解放军攻占朔县，驱逐了朔县的外国传教士。随后，新安庄天主教堂成了雁北中学的校舍。经过四个月的筹备，雁北中学在1949年3月9日正式开学。同年11月，雁北中学改名为朔县师范。从1949年至1973年，朔县师范一直占用着新安庄天主堂。文化大革命中，教堂的尖顶被拆掉。1994年，政府将新安庄天主堂归还教会。1998年4月，新安庄天主教堂被列入朔城区文物保护单位。2004年，教堂的屋顶得到修缮。

## 建筑
新安庄天主堂是一座哥特式建筑，坐南朝北，正对村口道路。教堂为巴西利卡式平面，可分为门洞、夹层、大厅、圣坛及祭衣所共五个部分。屋顶可分成三个部分：立在门洞之上的钟楼、大厅上的坡顶、比大厅低的神甫屋屋顶。大堂长约36米，宽12米，钟楼未拆时通高约20米。大堂四周还有修道院、传教会、保赤会、小学校、诊疗所、啤酒坊、制鞋坊、园圃、宿舍等附属建筑，共有房屋375间，整个建筑群占地四百余亩。
教堂虽为欧式建筑风格，但因系中国工匠所建，也带有中国本土建筑特色。大堂的承重结构以抬梁式为主，又借鉴穿斗式的做法，将主梁分为三部分，把两根瓜柱架在侧廊的梁头上，用瓜柱把主梁的中厅部分抬高，使得中厅空间高于两面的侧廊。教堂用砖柱替代木柱，但是在方形砖柱的四个面上各包上近半圆形的木料，让砖柱看上去有木柱的效果。教堂室内室外均设计了壁柱，与两列承重柱呼应，传达明显的结构观念，带有中国建筑韵味。大厅内的连续券和穹隆顶不需要承重，工匠便选用木质材料来制作。外墙的券洞与西式的尖券也不一样，没有使用拱心石，使得尖拱容易开裂。屋檐部分使用砖块模仿中国建筑的木质椽头装饰，体现了中式建筑的趣味。